# Agrostis cypricola
Agrostis cypricola är en gräsart som beskrevs av Harald Lindberg. Agrostis cypricola ingår i släktet ven, och familjen gräs. Inga underarter finns listade i Catalogue of Life.